# Blasewitz (Schiff, 1876)
Der Raddampfer Blasewitz wurde 1876 in der Schiffswerft Karolinenthal in Prag von der Schiffs- und Maschinenbauanstalt Ruston & Co. gebaut.

## Geschichte
Das Schiff wurde als Schleppdampfer mit Schraubenantrieb projektiert. Nach der Stornierung des Auftrages durch den Auftraggeber fand sich kein Abnehmer. Die Sächsisch-Böhmische Dampfschiffahrts-Gesellschaft (SBDG) kaufte das halbfertige Schiff auf der Werft und ließ es zum Seitenraddampfer umbauen.
Am 9. Mai 1876 traf das Schiff von Prag kommend in Dresden ein. Es wurde als Glattdeckdampfer in Dienst gestellt und auf der Strecke Dresden – Blasewitz eingesetzt. Die Konstruktion des als Schraubendampfer gebauten Schiffes bewährte sich aber im Einsatz nicht. Im Jahr 1881 wurde das 24,80 Meter lange Schiff auf der Blasewitzer Werft um 10 Meter verlängert und ein durchgehendes Hauptdeck eingebaut. Der Umbau brachte keine Verbesserung des Fahrverhaltens. Im Herbst 1887 wurde das Schiff deshalb außer Dienst gestellt und abgewrackt.

## Die Dampfmaschine
Die Dampfmaschine war eine oszillierende Hochdruck-Zweizylinder-Verbund-Dampfmaschine mit Einspritzkondensation. Die Leistung betrug 80 PSi. Gebaut wurde sie, wie auch der Ein-Flammrohr-Zylinderkessel, von der Prager Schiffs- und Maschinenbauanstalt Ruston & Co. Der Dampfdruck des Kessels betrug 5 bar. Nach dem Abwracken des Schiffes erhielt die 1888 gebaute Blasewitz (II) Dampfmaschine und Kessel.

## Kapitäne des Schiffes
- Gustav Theodor Röhrig 1877
- Friedrich August Hanke 1878–1886
- Friedrich Franz Kunze 1887